# Mark Tree

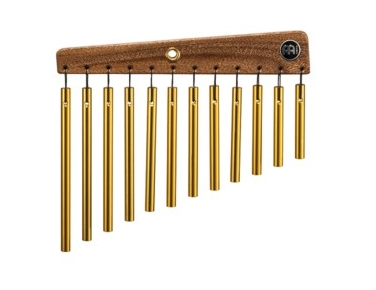
Mark Tree

Mark Tree (englisch), auch chime tree, wind chimes oder bar chimes, ist ein Perkussionsinstrument, das aus einer Anzahl verschieden langer (meistens unter 25 cm) Klangstäbe aus Metall besteht. Diese sind eng nebeneinander hängend an einem Träger angebracht und werden zur Erzielung eines „einleitenden“ Klangeffekts vom höchsten zum tiefsten Stab  (auch umgekehrt) in einem Zug mit einem Schlägel oder den Fingernägeln angeschlagen. Der eigentliche Ton entsteht dabei durch das Aneinanderschlagen der jeweils benachbarten Metallstäbe. Sie erzeugen so einen absteigenden Klang ähnlich dem Glissando einer Harfe, über deren Saiten man von oben nach unten fährt, aber mit einer metallischen Klangfarbe.
Es gibt auch Mark Trees aus Holz, Bambus, Muscheln oder Glas, die dann entsprechend bezeichnet werden. Als „Chimes“ werden im Englischen auch Röhrenglocken bezeichnet, daher sollte das Instrument entweder stets als Mark Tree bezeichnet werden oder alternativ bei der Verwendung des Begriffs „Chimes“ immer die komplette Bezeichnung (chime tree bzw. wind oder bar chimes) zusätzlich angefügt werden, um Verwechslungen zu vermeiden.
Der Mark Tree wurde in den späten 1960er Jahren vom Studioperkussionisten Mark Stevens erfunden und ist nach ihm benannt.
Ihr wichtigstes Einsatzgebiet hat der Mark Tree in Musicals, Jazz und in Pop-Balladen, aber auch in orchestraler Filmmusik des 20. und 21. Jahrhunderts (häufig z. B. bei Disney). Der metallische Klang des Instrumentes wird hierbei häufig zur Darstellung eines „zauberhaften“ oder auch „magischen“ Klangeindrucks eingesetzt. Aber dennoch muss der Mark Tree nicht ausschließlich zur Darstellung von Klangfiguren dienen, sondern häufig ebenso für sanftere Überleitungen (ähnlich einem Becken), beziehungsweise auch als diminutiv-musikalisches Element. Ein Beispiel unter vielen lässt sich im Rap/R&B Song Wild Wild West von Will Smith finden.